# Centrale nucleare di Dungeness
La centrale nucleare di Dungeness è una centrale elettronucleare inglese situata presso la città di Dungeness, nel Kent, in Inghilterra. L'impianto è composto da due distinte sezioni, denominate Dungeness A e Dungeness B. Il primo è composto da due reattori Magnox da 450 MW di potenza netta, chiusi nel 2006, la seconda è composta da 2 reattori AGR da 1040 MW di potenza netta, chiusi nel 2021.